# Pálosvörösmart
Pálosvörösmart község Heves vármegyében, a Gyöngyösi járásban. 584 hektáros kiterjedésével a vármegye harmadik legkisebb közigazgatási területű települése.

## Fekvése
A Mátra déli lábánál, Gyöngyöstől északkeletre és Abasártól északra, a Sár-hegy lejtőjén, illetve a Bene-patak völgyében található.
Csak közúton érhető el, Abasár vagy Mátrafüred érintésével, a 2419-es úton.

## Története
A település az Aba nemzetség ősi birtoka, amely e nemzetség Csobánka ágának jutott.
1304-ben itt alapítottak pálos kolostort az Aba nemzetségbeli Csobánka unokái: János fiai, Sámuel és Dávid, továbbá Péter fia Pál. 1356-ban az itteni pálosok Benén kaptak birtokrészeket, 1441-ben V. Lászlótól Fügedet nyerték adományul, 1461-ben pedig Debrei Imrétől Lőrinci és Varsány fele részét kapták. 1496-ban Kanizsai György elzálogosította nekik benei birtokát. 1501-ben II. Ulászló adott ki számukra védlevelet. A helység a török hódoltság alatt elpusztult, de a pálosok megmaradtak Vörösmarton. 1699-ben a Vörösmartot Almássy András gyöngyösi plébános el akarta foglalni, de Huszár István, a veresmarti pálosok perjele, tiltakozott ellene. 1786-ban II. József a rendet feloszlatta, ekkorra azonban pálosok már nem laktak itt. A rend eltörlése után a helység a Vallásalap birtokába került, melynek 1848-ig volt itt földesúri joga. A pálosok egykori rendháza a későbbi községháza helyén állt. 1910-ben 429 római katolikus magyar lakosa volt. A 20. század elején Heves vármegye Gyöngyösi járásához tartozott.
Pálosvörösmart 1950 és 2006 között a tőle délre fekvő Abasár része volt. A köztársasági elnök 2003. július 1-jei határozata alapján 2006. október 1-jétől ismét önálló község.

## Közélete

### Polgármesterei
1950 és 2006 között Pálosvörösmart közigazgatásilag Abasárhoz tartozott, csak azóta újra önálló település.
- 2006–2010: Dobróka László (független)[5]
- 2010–2014: Dobróka László (független)[6]
- 2014–2016: Bakos Gáborné (független)[7]
- 2016–2019: Dr. Bene-Sinkó Beáta (független)[8]
- 2019–2024: Bodócs Attila (független)[9]
- 2024– : Bodócs Attila (független)[1]

A településen 2016. november 27-én időközi polgármester- és képviselő-testületi választást tartottak, az előző képviselő-testület néhány hónappal korábban kimondott önfeloszlatása miatt. A választáson a hivatalban lévő polgármester nem indult el.

## Népessége
A település népességének változása:
| Lakosok száma | 651  | 644  | 642  | 566  | 590  | 578  | 589  |
|               | 2013 | 2014 | 2015 | 2021 | 2022 | 2023 | 2024 |

A 2011-es népszámlálás során a lakosok 92,9%-a magyarnak, 2,5% németnek, 0,2% románnak mondta magát (6,6% nem nyilatkozott; a kettős identitások miatt a végösszeg nagyobb lehet 100%-nál). A vallási megoszlás a következő volt: római katolikus 49,4%, református 5%, evangélikus 0,2%, felekezeten kívüli 14,3% (28,7% nem nyilatkozott).
2022-ben a lakosság 92%-a vallotta magát magyarnak, 0,5% németnek, 0,2% románnak, 0,2% cigánynak, 3,4% egyéb, nem hazai nemzetiségűnek (7,8% nem nyilatkozott; a kettős identitások miatt a végösszeg nagyobb lehet 100%-nál). Vallásuk szerint 42,9% volt római katolikus, 6,6% református, 0,2% görög katolikus, 0,2% evangélikus, 0,2% egyéb keresztény, 11,4% felekezeten kívüli (38,5% nem válaszolt).

## Látnivalók
- Római katolikus temploma 1893-ban épült.
- Mária park
- A település külterületén helyezkedik el a Hollókő nevű szikla, amely az alpinisták kedvenc sziklamászó helye.

## Képek

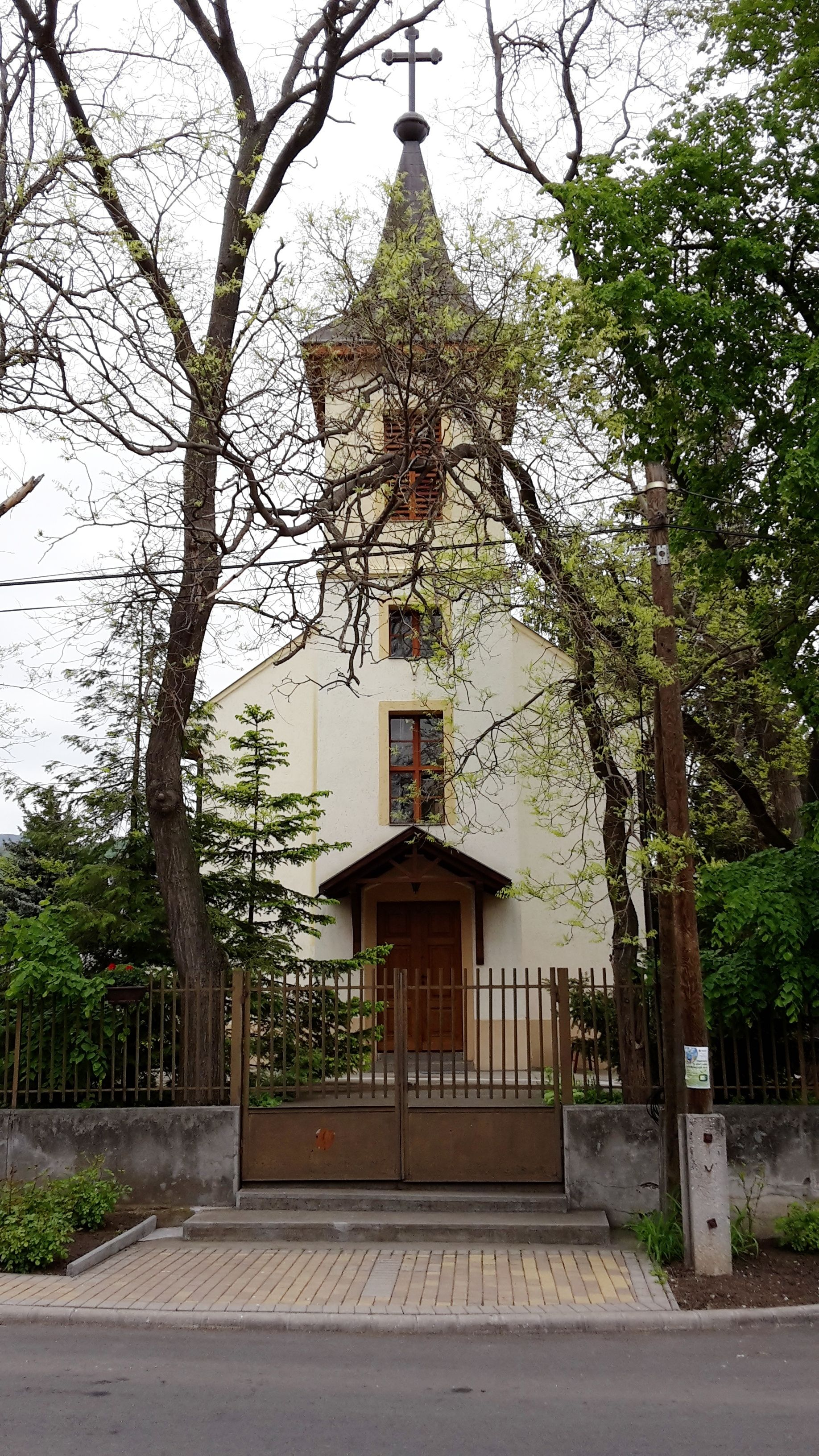
Római katolikus templom
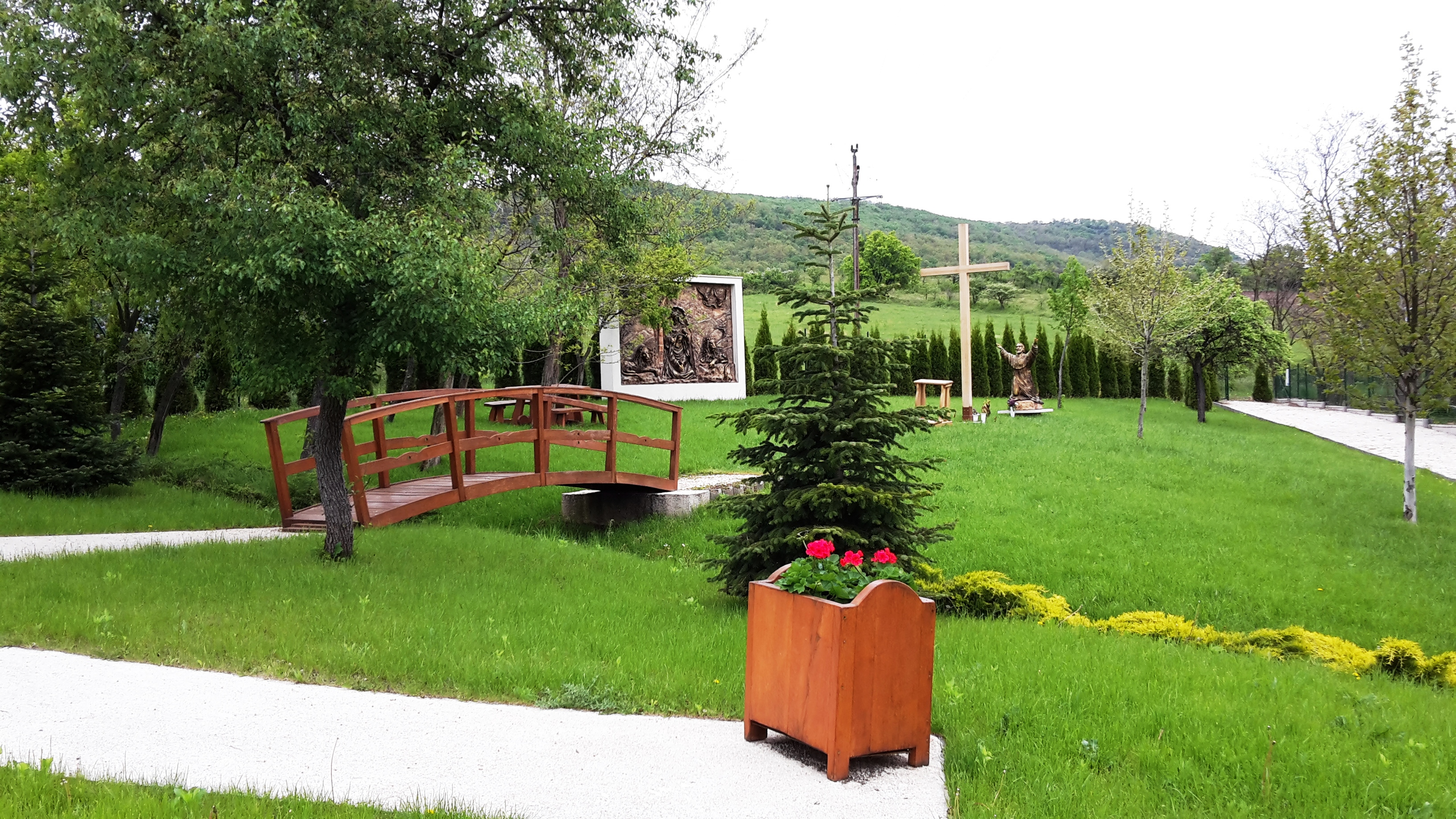
Mária-park
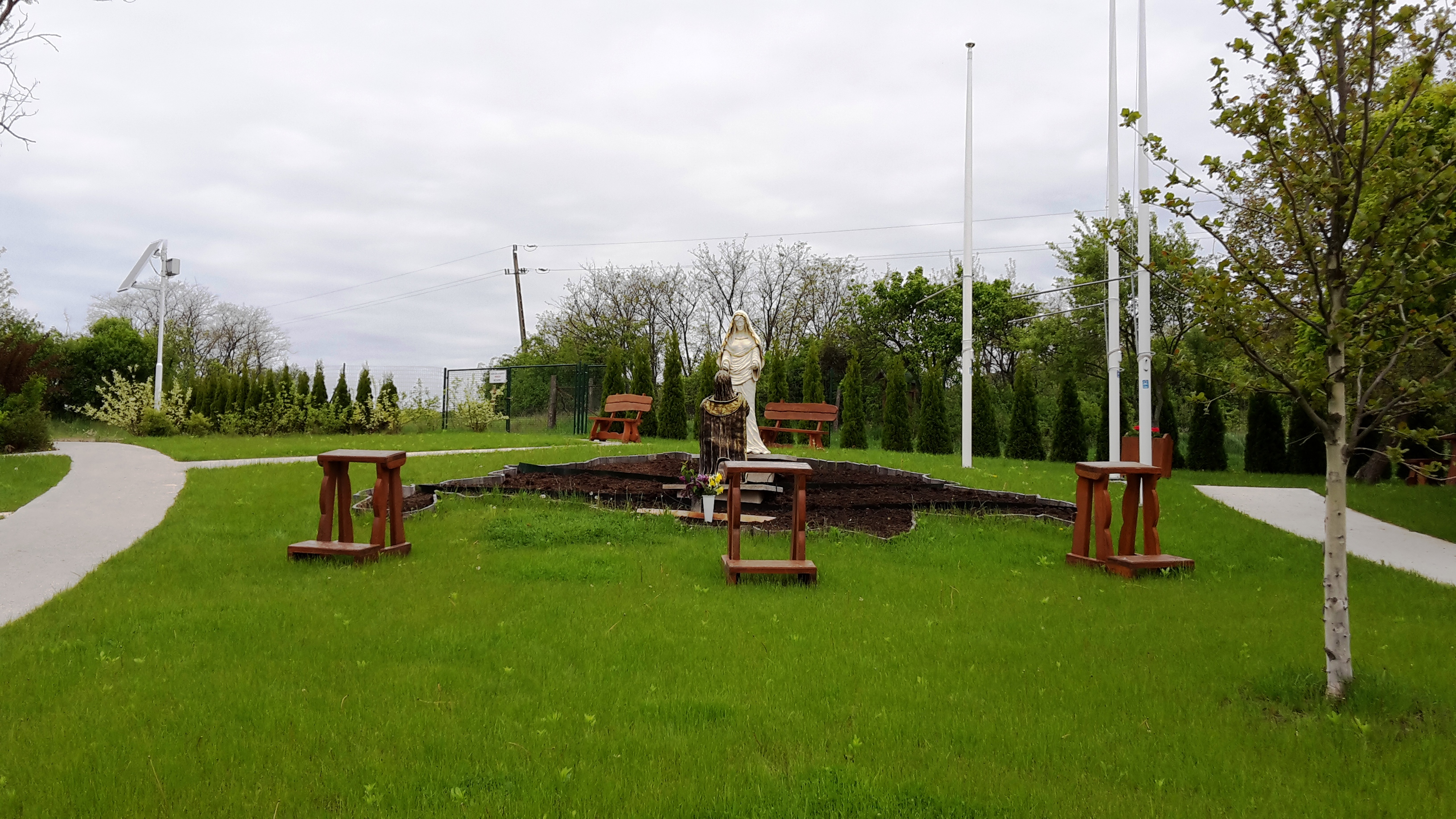
Mária-park
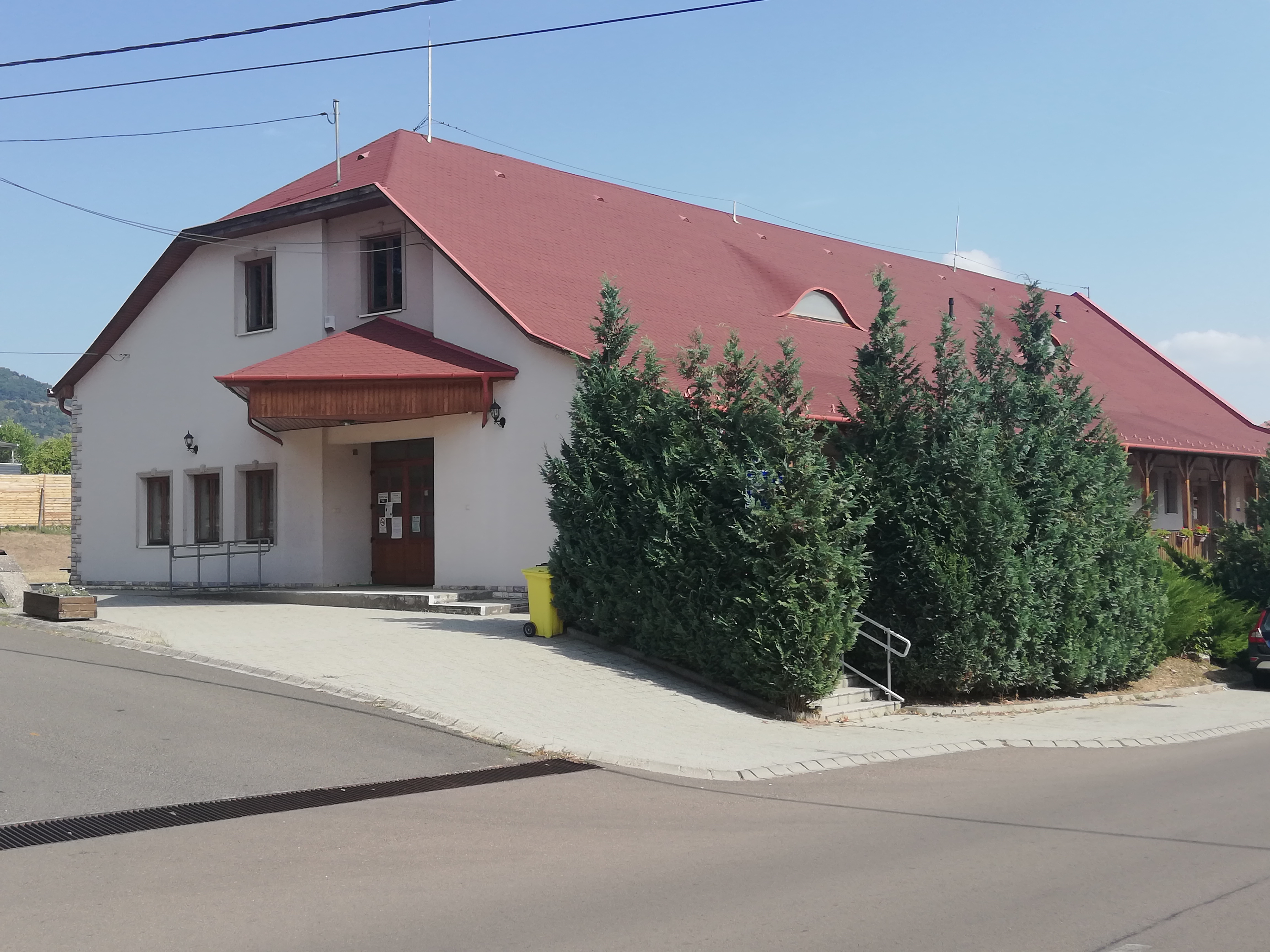
Művelődési ház
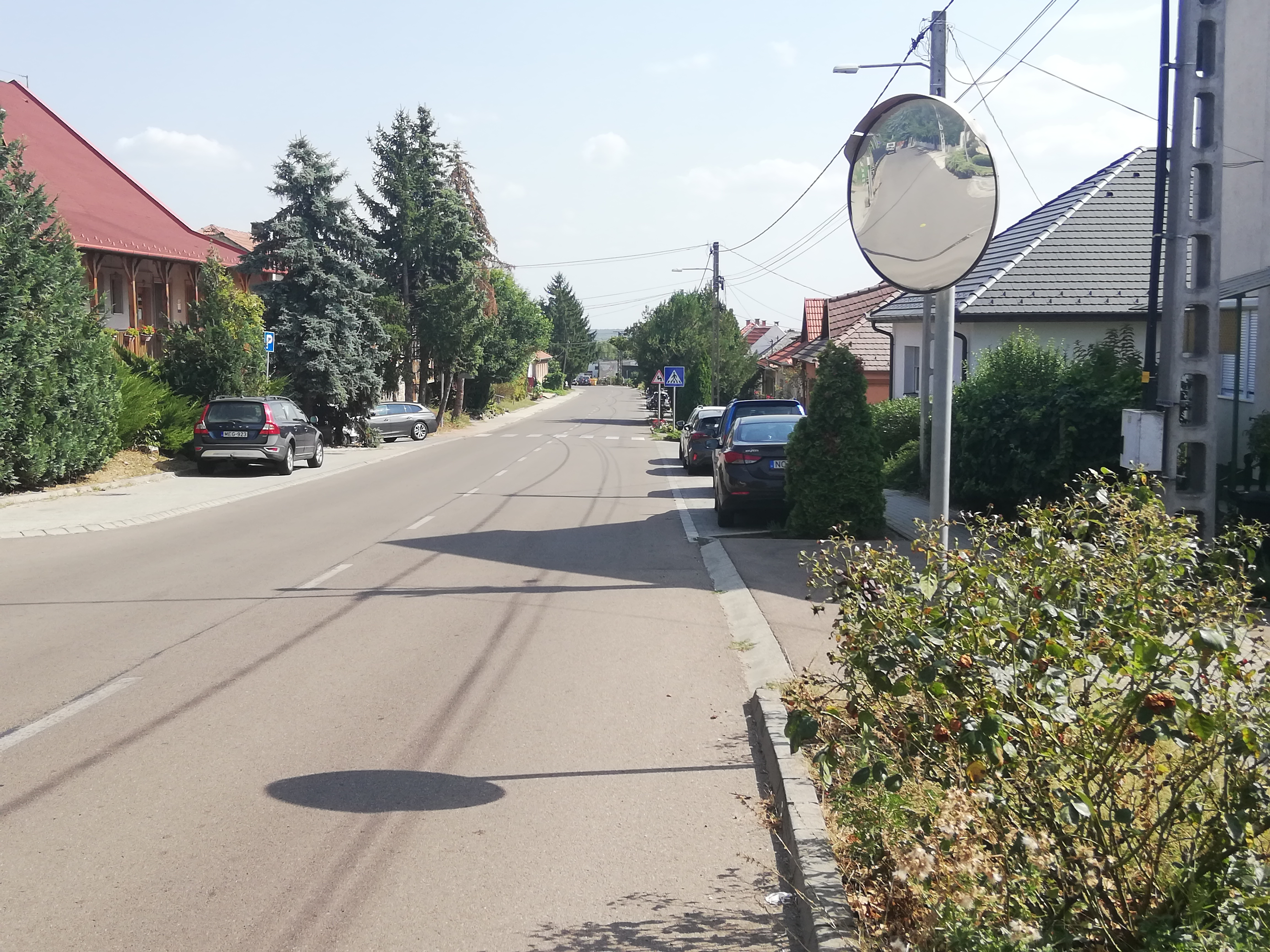
A főutca Abasár felé nézve
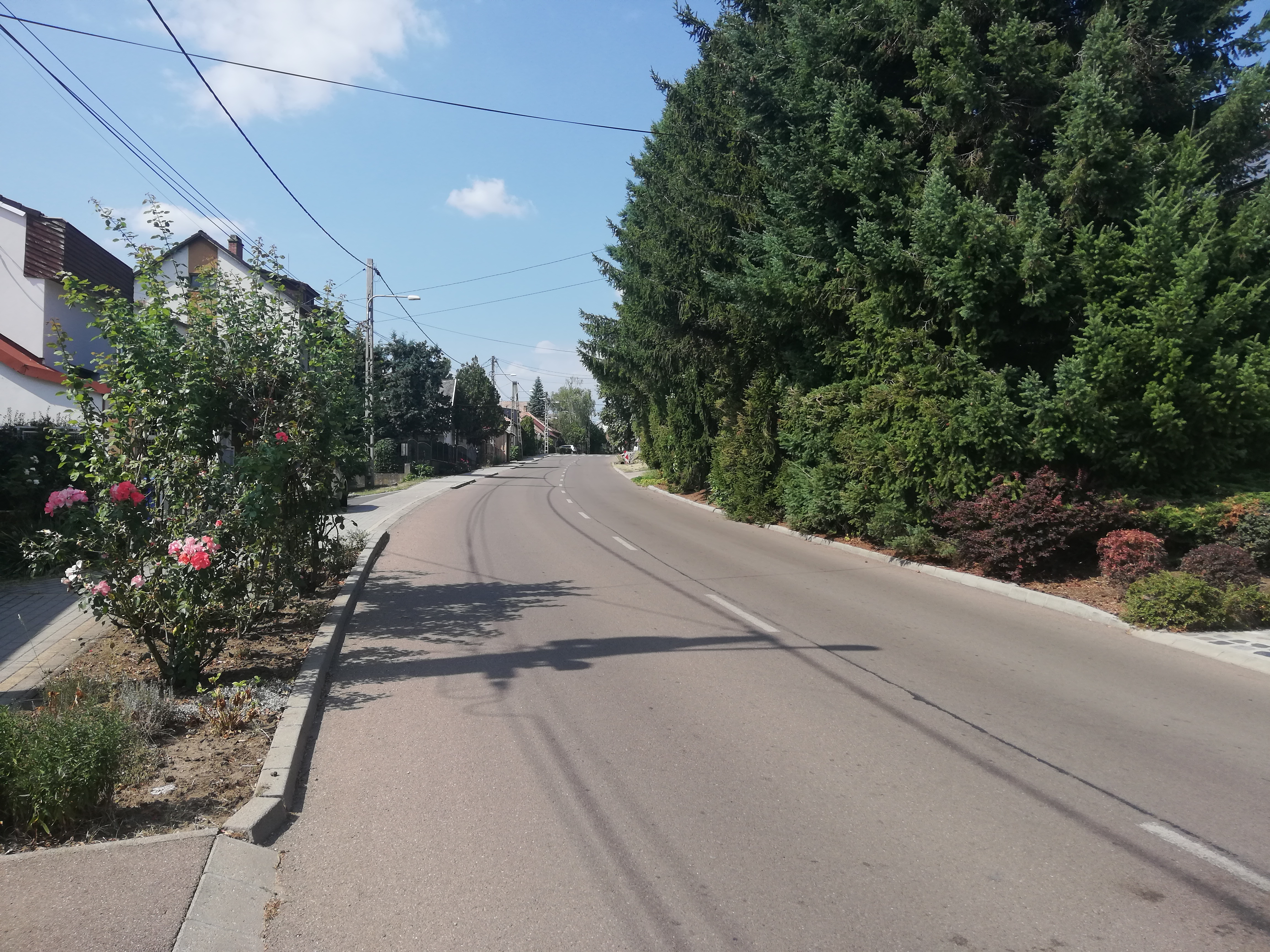
A főutca Mátrafüred felé nézve
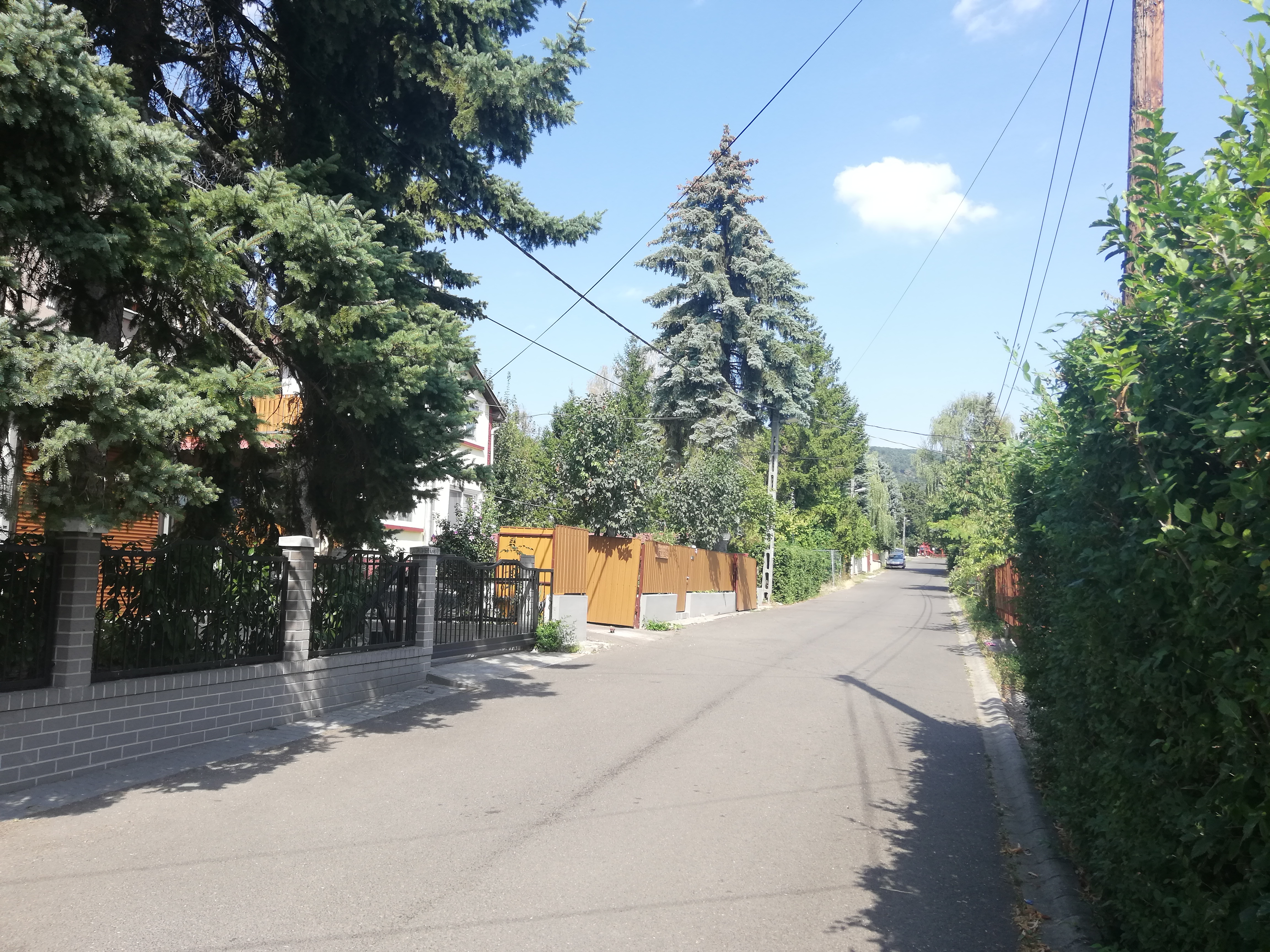
Pálosvörösmarti utcakép
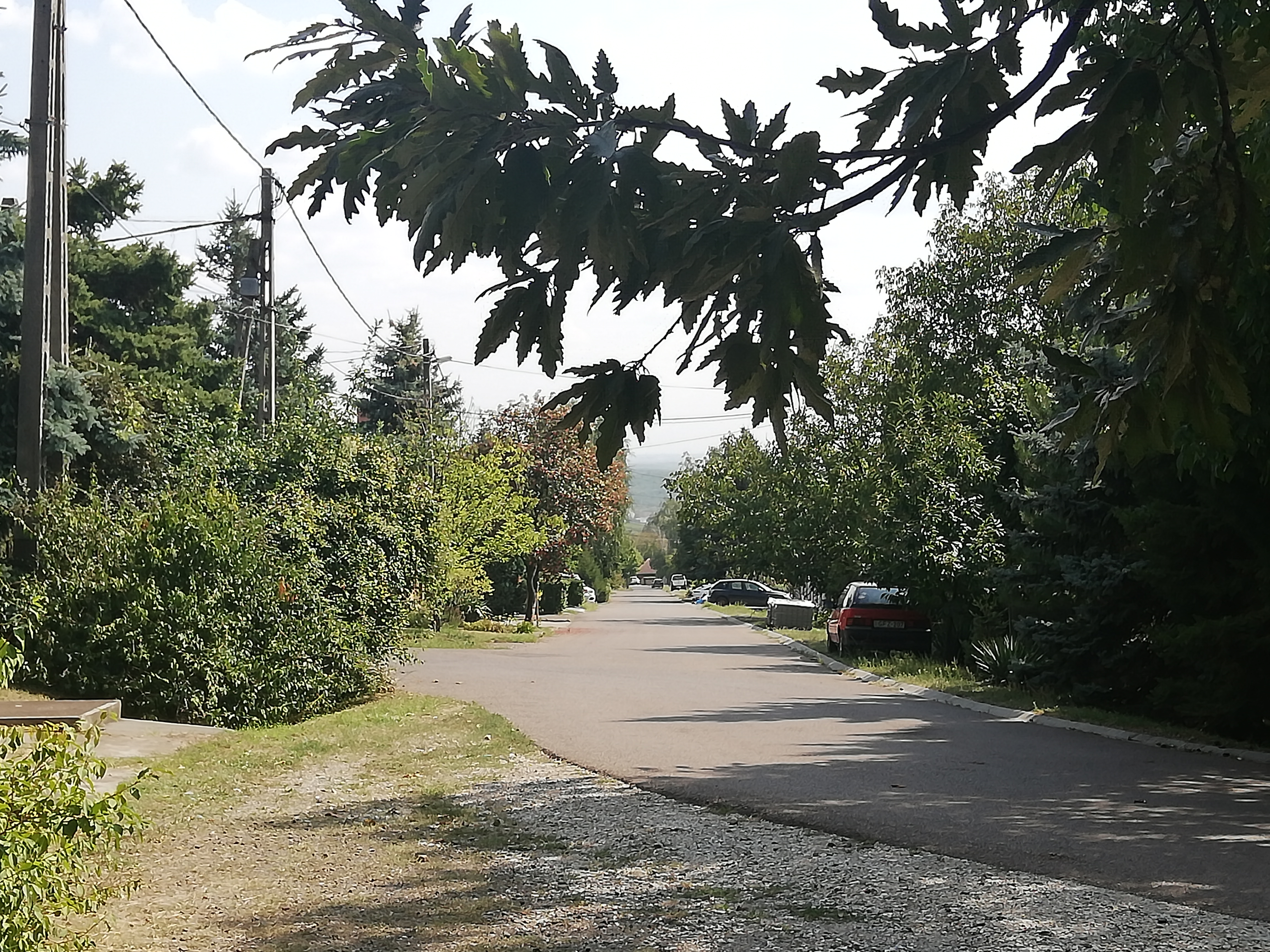
Pálosvörösmarti utcakép
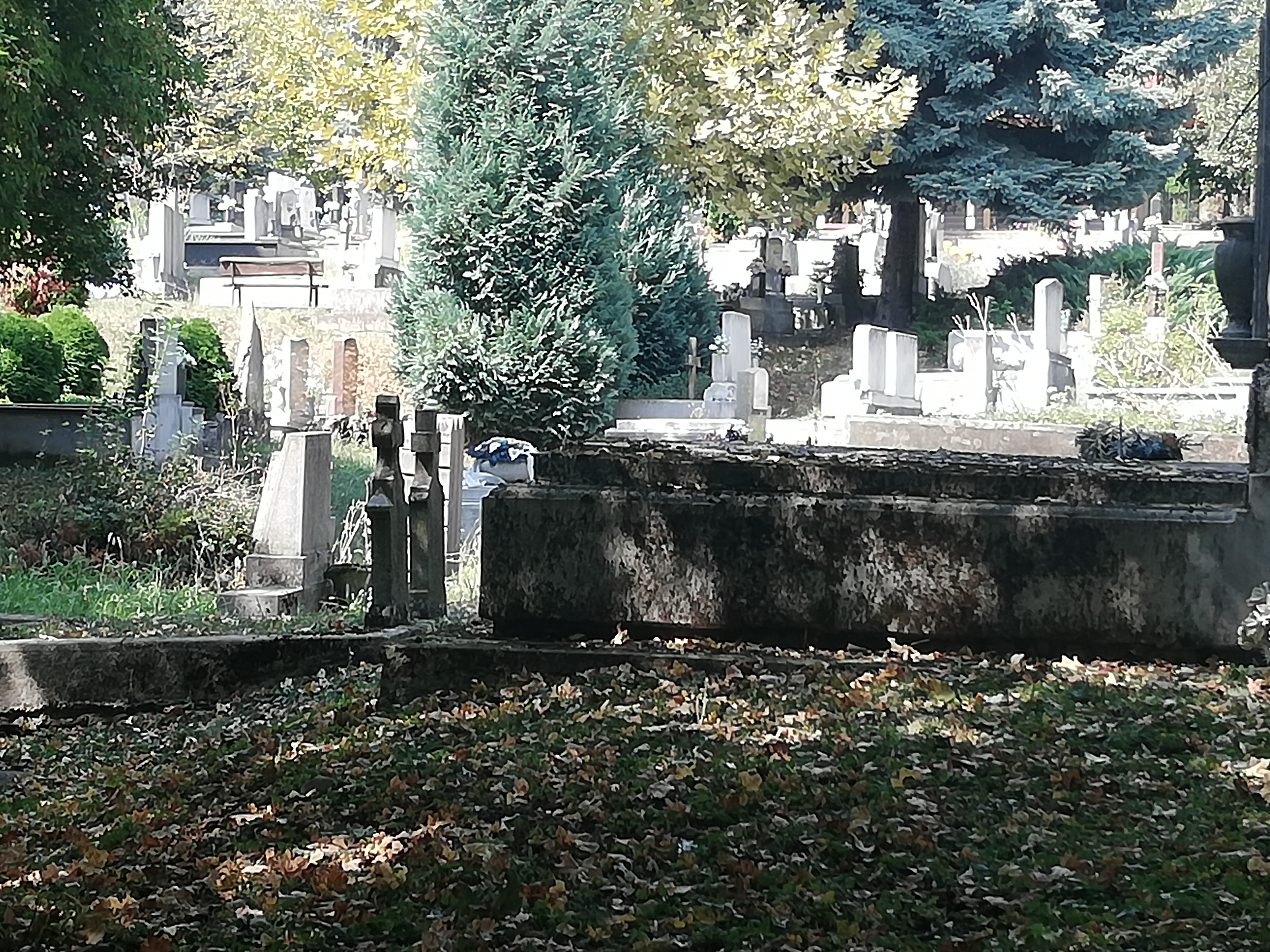
Temetőrészlet
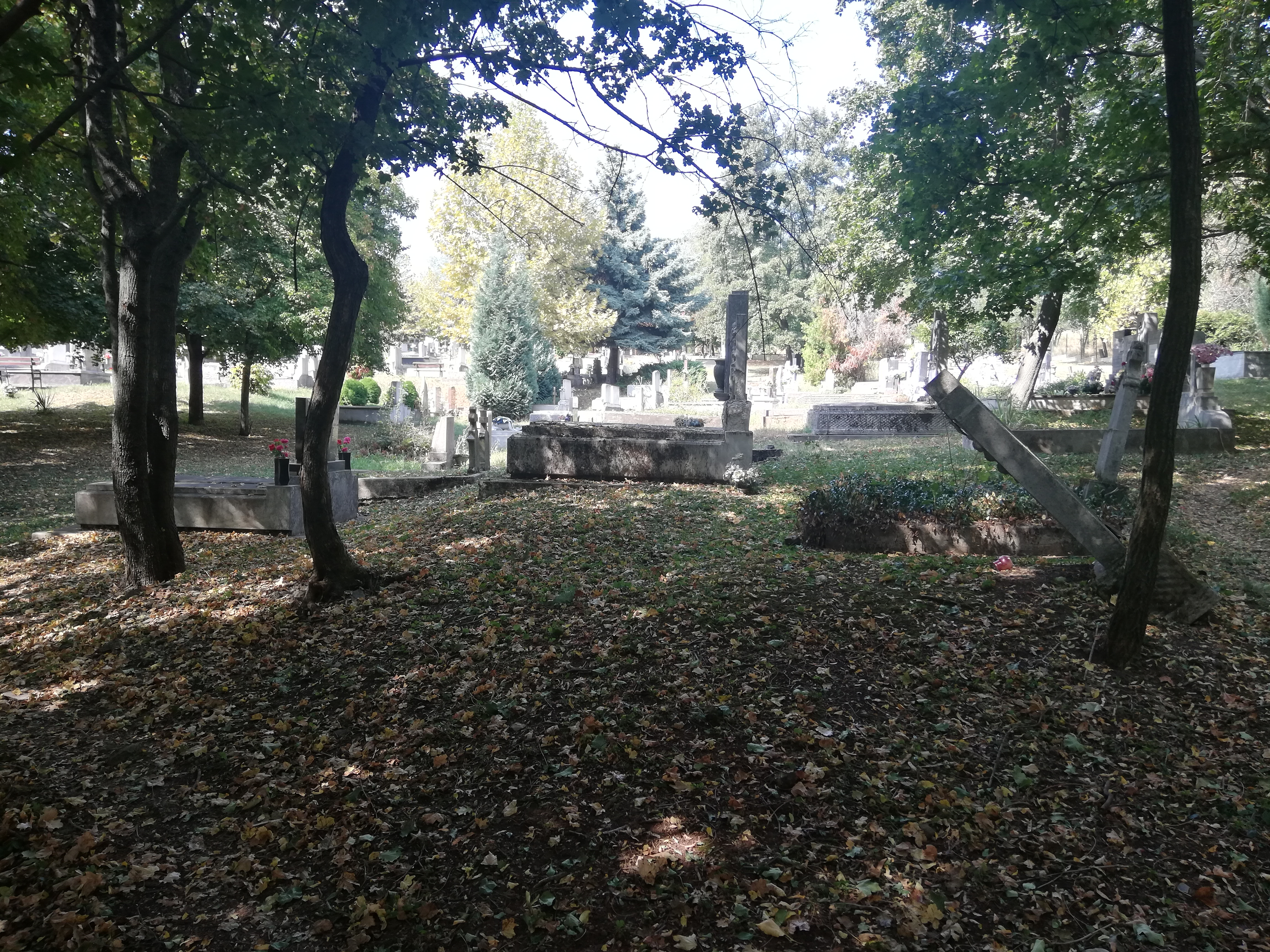
Temetőrészlet
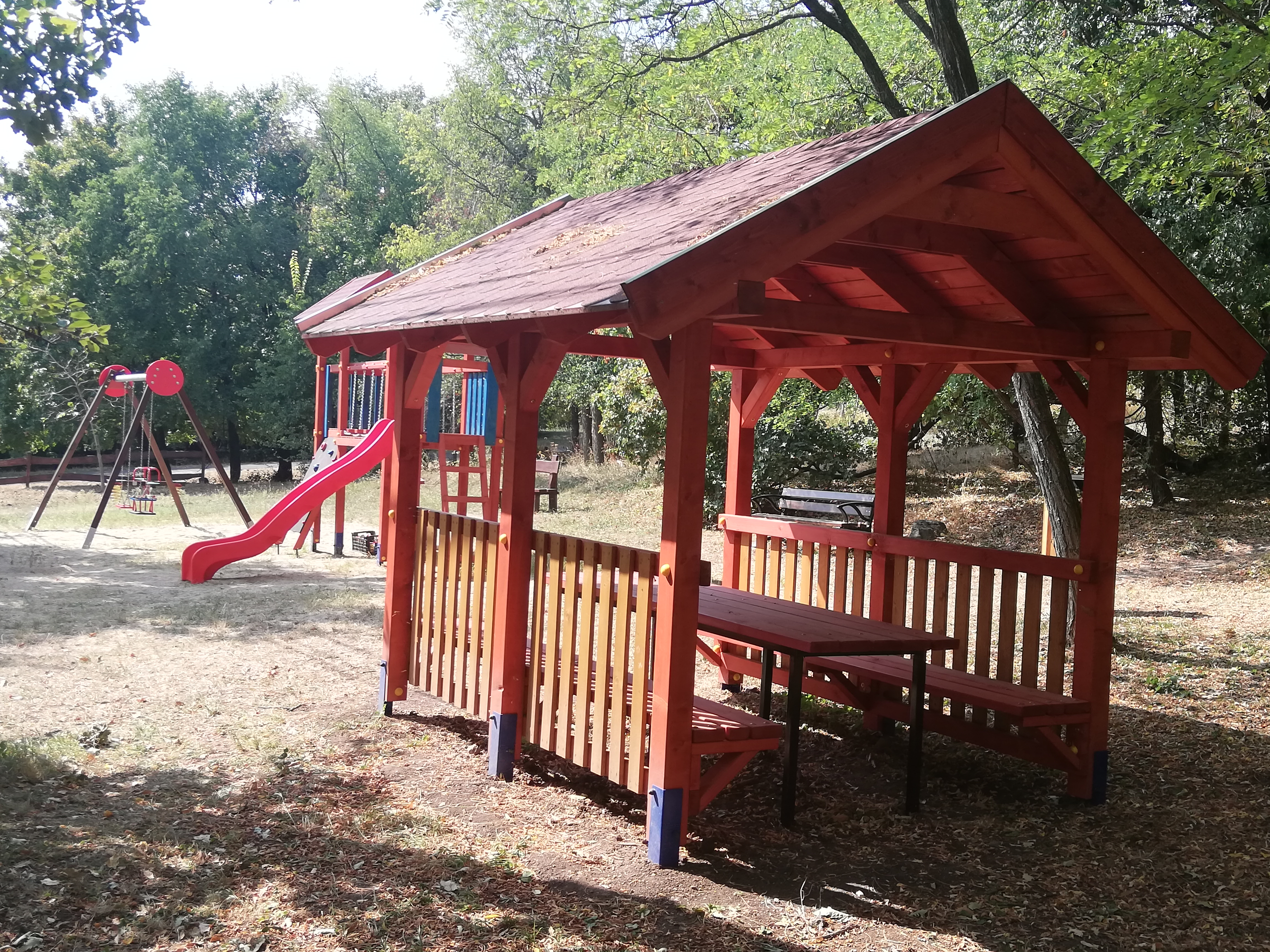
Játszótér a temető mellett